# Контрактация в СССР
Контракта́ция — существовавшая в СССР система соглашений между государством и крестьянскими хозяйствами (кооперативными объединениями хозяйств), предусматривающих заказ на производство определённой сельскохозяйственной продукции и организованную сдачу её государству в установленные сроки и на определённых условиях. По договорам хозяйства получали семена, денежные авансы и необходимые промышленные товары. Система контрактации применялась и в других отраслях народного хозяйства, где имела свои особенности.

## История применения
В РСФСР получила распространение с 1918—1919 годов преимущественно в отношении технических сельскохозяйственных культур (хлопок, сахарная свёкла, лён). В рамках стимуляции государством сельскохозяйственного кооперирования и прямой (без посредников) торговли с государством в 1927—1928 годы она была распространена на различные виды продукции сельского хозяйства, включая и зерновые культуры.

Эта система хороша в том отношении, что она дает выгоды обеим сторонам и смыкает крестьянское хозяйство с индустрией непосредственно без посредников. Эта система есть вернейший путь коллективизации крестьянского хозяйства.
— И. В. Сталин. Беседа с иностранными рабочими делегациями 5 ноября 1927 года.
В Резолюции XV Съезда ВКП(б) «О работе в деревне» от 19 декабря 1927 в разделе «Очередные задачи партии» указывалось:

в) оказывать всемерную поддержку развитию договорных отношений (контрактация и т.п) между кооперированным крестьянством и госорганами…

Постановление ЦИК СССР «О мерах к поднятию урожайности» от 15 декабря 1928 года указывало:

11. Наблюсти совместно с Народным Комиссариатом Внешней и Внутренней Торговли Союза ССР за тем, чтобы контрактация была тесно увязана с производственными задачами по подъему сельского хозяйства. Для этого:
а) в контрактационных договорах, по общему правилу должен предусматриваться необходимый минимум простейших агрикультурных мероприятий, обязательный для хозяйств, привлекаемый к контрактации;
б) контрактация должна быть теснейшим образом связана с производственными снабжениям и кредитованием этих хозяйств;
в) земельные и кооперативные органы должны обеспечить им необходимую агрономическую помощь при выполнении ими контрактационных договоров;
г) контрактационные договоры должны в течение зимних месяцев подвергнуться широкому обсуждению крестьянства.

Советская контрактация возникла как метод государственных заготовок и явилась одним из орудий государства по организации сбыта сельскохозяйственной продукции крестьянских хозяйств и вытеснения частного капитала из товарооборота между городом и деревней. Контрактация в то же время являлась одной из основ планирования сельского хозяйства, поскольку в контрактационных договорах устанавливались плановые задания по производству товарной продукции для государства с определёнными требованиями качества.
Отличительной особенностью советской контрактации должна была состоять в том что «пролетарское государство помогает трудящему крестьянству кредитом, снабжает поставщиков средствами производства, производит ряд агрикультурных мероприятий, в том числе устанавливает правильное чередование культур, сплошные сотовые посевы, ведёт борьбу с сельскохозяйственными вредителями, помогает уборке урожая в определённые сроки.» Контрактация должна была «давать посевщикам агротехническое обслуживание со стороны контрактующей организации и материальную помощь машинами, семенами, товарами, хлебом, деньгами (авансы), со стороны пролетарского государства». Таким образом контрактация, по замыслу советского руководства, должна была «содействовать расширению посевных площадей, повышению урожайности, развитию животноводства».

### Контрактация сельскохозяйственных культур
Контрактация посевов зерновых и технических культур в широких размерах начала применяться в 1928 году.
Постановление ЦК ВКП(б) от 26 августа 1929 года «Об основных итогах и очередных задачах контрактации зерновых посевов» описывало контрактацию как

…такой двухсторонний договор между государством и кооперативными объединениями крестьянских хозяйств, который предусматривает определенный заказ со стороны государства кооперированным производителям на производство известного количества и качества с.-.х продукции и организованную сдачу её государству в установленные сроки на предусмотренных договором условиях.

Сдача (продажа) колхозами продукции законтрактованных культур, включая кукурузу, была установлена из расчёта среднего урожая в размере от 1/3 до 1/4 валового сбора в основных зерновых районах и не более 1/8 в незерновых районах; по бобовым культурам не менее 50 % валового сбора, по рису, подсолнуху, сое не менее 70 %, по клещевине не менее 80 % и т. д. Таким образом в течение первой пятилетки заготовлялось подавляющая масса сельскохозяйственной продукции.
На практике нехватка ресурсов (техники, сортового зерна, удобрений и т. д.) не позволила государству в большей части случаев выполнять свои обязательства перед контрактантами. Агроминимум несмотря на создание института агроуполномоченных в большей части хозяйств не выполнялся или не обеспечивался. Переход к сплошной коллективизации внёс дополнительный хаос в проведение контрактации — вход и выход крестьян-единоличников в/из колхозы вёл к необходимости пересмотра договоров контрактации в соответствии с новым перераспределением земель и посевов. Транспортные и организационные накладки с обеспечением сортовым зерном приводили к задержке или срыву сева и т. д. и т. п.
Более того контрактационная система, особенно по заготовкам зерна, часто приводила к тому, что колхозы, собравшие в результате лучшей деятельности больший урожай, получали увеличенный план сдачи зерна государству, в то время как колхозы с такой же посевной площадью но с худшими результатами работы получали меньший план заготовок. Местные организации в таких случаях часто стремились лишь к тому, чтобы в колхозах оставалось после сдачи одно и то же количества хлеба. Если плохо работавшие колхозы не выполняли своих обязательств перед государством, то недовыполненные обязательства в порядке встречного плана перелагались на лучшие колхозы в счёт дополнительных заготовок. Это приводило к уравниловке и неопределённости в размерах сдачи с.-х. продуктов государству колхозами, затрудняло организационно хозяйственное укрепление колхозов и понижало заинтересованность колхозников в улучшении работы своего колхоза.
Вышеуказанные недостатки практического применения контрактации (извращение сути оной) стали одним из факторов, приведших к сельскохозяйственному кризису 1931-32 года в СССР.
По инициативе Сталина контрактация была заменена Постановлениями СНК СССР и ЦК ВКП(б) на обязательные поставки государству — для молока 23 сентября 1932 года, для мяса — 19 декабря 1932, для зерновых культур — 19 января 1933 года, для картофеля — 20 февраля 1933, для подсолнечника (кроме Киргизии, Краснодарского края, Крыма, Закавказья) — 20 февраля 1933 года, для риса-сырца — 5 марта 1933 года, шерсти — 10 марта 1933 году.
Контрактация была сохранена для большинства технических культур и ряда продукции животноводства: конопля, лен, масличные культуры (арахис, ляллеманция, перилла), новолубяные культуры (канатник, кенаф, юж. конопля), овощи, фрукты, подсолнух (в Киргизии, Красноярском крае, Крыму, Закавказье), свёкла сахарная, семена кормовых трав (клевер, люцерна, середелла, эспарцет), сено, сорго, соя, канареечное семя, цикорий, хлопок, табак, эфиромасличные и лекарственные растения, коконы, молодняк животных, кишки, перо, пух, пушнина, щетина и др.)
С 1933 в каждом районе план контрактации для каждого колхоза (и для единоличных хозяйств по сельсоветам) по отдельным видам продукции определяется райисполкомом по представлению районного уполномоченного Комитета по заготовкам с.-х. продуктов при СНК СССР или соответствующих заготовительных организаций. Основные показатели контрактационного плана, как количественные, так и качественные (на основе утверждённых союзным правительством планов контрактации) подлежат дифференциации на местах по отдельным административным районам, в зависимости от особенностей этих районов, а внутри районов — по колхозам и сельсоветам (для единоличных хозяйств) с тем, чтобы было обеспечено выполнение в среднем по области и району установленных для них средних показателей.
Взаимоотношения государства со сдатчиками сельскохозяйственного сырья регулируются контрактационным договором, который является двухсторонним обязательством хозяйства и заготовителя. Как та, так и другая сторона несут ряд обязательств: 1) со стороны сдатчика-контрактанта — сдача определённого количества и качества сырья, погашение полученных денежных авансов и т. д. 2) со стороны контрактующих организаций — выдача денежных авансов, расчёты за сырьё по определённой цене, выдача премий-надбавок к заготовительной цене за перевыполнение планов сдачи и т. д.
Последние (премии) стали широко применяться после отмены отоваривания заготовляемого сельскохозяйственного сырья хлебом (постановление СНК СССР от 7 декабря 1934 года) заготовительные цены на с.-х. сырьё, заготовляемое государством, были резко повышены. С 1935 года получила широкое распространение система денежного премирования контрактантов за поставку сырья сверх обусловленного количества в виде выдачи премий надбавок в определённом проценте к заготовительной цене. Так, например по хлопку премии-надбавки составляли от 50 % до 200 % к заготовительной цене и по ним было выплачено в 1935 году около 400 млн рублей.

### Контрактация молодняка
Важнейшим для восстановления поголовья скота стало применение контрактации молодняка, заключавшееся в предварительной закупке колхозами тёлок у колхозников и единоличников для продажи их бескоровным колхозникам и для укомплектования основного стада колхозных товарных животноводческих ферм (КТФ). Мероприятия по контрактации молодняка получили широкий размах после постановления ЦК ВКП(б) и СНК СССР «О помощи бескоровным колхозникам в обзаведении коровами». Этим постановлением предусмотрены льготы для колхозников и единоличников, стимулирующие выращиванием ими тёлок для продажи бескоровным колхозникам (скидка с годовой нормы сдачи государству молока на 25 % и сдачи мяса на 20 %). Июньский Пленум ЦК ВКП(б) (1934) сохранив эти льготы, разрешил правлениям колхозов «… начислять колхозникам, у которых законтрактованы тёлки, по 10-15 трудодней за каждую выращенную и сданную тёлку». Кроме того Пленум указал, что « колхозник вырастивший в своём хозяйстве нетеля или корову и продавший их товарной колхозной ферме по государственной цене, освобождается на 2 года от обязательной поставки государству молока и мяса».
За счёт покупки и контрактации телят у колхозников продано колхозникам телят (тыс. голов) — 1933—396, 1934—800, 1935—1137, 1936—987.
Контрактация молодняка основывается на договоре между правлением колхоза и контрактантом, который обязуется вырастить тёлку до 4-6 месячного возраста. За контрактуемую тёлку уплачивается по конвенционной цене с выдачей контрактанту аванса в размере 50 %. Колхозникам не имеющим возможности оплатить стоимость тёлки, государством предоставляется беспроцентный кредит; в 1936 на эти цели Сельзобанком было отпущено 80 млн рублей. Кредит предоставляется также и колхозам для покупки телят для колхозных ферм.

## Возвращение контрактации
Вплоть до 1958 года в порядке контрактации у колхозов закупались в основном технические культуры (хлопок, волокно и семена льна, сахарная свёкла, табак, махорка, чайный лист и др.). В соответствии с решением пленума ЦК КПСС от января 1961 года и постановлением ЦК КПСС и Совета Министров СССР от 25 февраля 1961 «О перестройке и улучшении организации государственных закупок сельскохозяйственных продуктов» (СП СССР, 1961, № 4, ст. 21) контрактация признавалась единой формой государственных закупок продукции у колхозов, а также совхозов и других государственных хозяйств.

## В других отраслях
Система двусторонних договоров, получившая название «контрактация», широко применялась в 1960 годы в сфере изобразительного искусства. Такие договоры заключались между выставкомами крупных художественных выставок (как правило Зональных, Республиканских и Всесоюзных) и художниками и предусматривали создание последними произведений на заданную тему к предстоящей выставке. Договор заключался как правило на срок около года. По ходатайству выставкома и творческого союза, членом которого являлся художник, ему устанавливалась ежемесячная оплата труда. В дальнейшем эта система договорных отношений была несколько видоизменена и получила название системы гарантированной оплаты труда художников.